# 新華澳報
新華澳報，是澳門一家私營的親建制派中文報紙，前身為1989年12月20日創刊的中文傳媒私營周報《華澳郵報》。
新華澳報起初每周星期三出版。1994年改為日報《華澳日報》，每天出紙一張半，1995年改為一大張並逢周日休息。於2000年再改以今名。該報社長兼總編輯為林昶，副社長兼总经理為周海燕。

## 歷史
《新華澳報》最初名為《華澳郵報》，後來在1994年12月20日更名為《華澳日報》並與保利達集團主要股東柯為湘的弟弟柯為雄合辦，1999年，《華澳日報》因勞資糾紛而被法院下令封產，停刊不久後重組為現時的《新華澳報》。

### 相關事件
2017年9月的澳門立法會選舉期間，《新華澳報》發表《集台藏疆港獨於一身還不是分裂國土？》和《請問蘇嘉豪：這不是「X獨」、甚麼才是「X獨」？》兩文，指責澳門立法會選舉參選人之一蘇嘉豪及相關人士「集台藏疆蒙港獨」於一身」，勾結台藏疆蒙港獨勢力。中共中央机关报《人民日報》旗下的《環球時報》在9月13日刊出了一篇標題為《圖謀引入激進抗爭！澳門「獨派分子」想進立法會》的文章，文中引用林昶的評論文章，點名批評蘇嘉豪為「泛民象徵，企圖將香港的所謂抗爭手法帶到澳門社會及立法會」。
相關文章發表後受到各界批評。蘇嘉豪和黃健朗對相關指控作出澄清，又指把反對派扣帽子成主張獨立或者受到外國勢力支配，是北京當局常用的政治技倆。他亦指出，某些團體誣陷學社候選人「搞獨立」，變相是對學社過往監督政府的工作的肯定。黃健朗回應《立場新聞》記者查詢時指，《環球時報》所引用的言論，只是法律技術上的討論研究，意在指出澳門法律存在的漏洞，不代表個人鼓吹香港獨立。他亦強調本人從無鼓吹澳獨或港獨，批評《環球時報》的措詞是歪曲事實。
澳門媒體《訊報》有評論人士指出：「今次（2017年澳門立法會選舉）除了網上有鋪天蓋地的誹謗言論之外，竟然有部分團體或候選組別甚至公然違法擾亂個別組別的競選活動，亂扣『澳獨』、『賣國』的帽子，上綱上線地抹黑，這不禁讓人質疑是有組織的打壓行為……澳門人從來都有優良的『愛國愛澳』傳統，根本就沒有所謂的『澳獨』土壤，在澳門談『澳獨』可以說是選票毒藥，亦是政治自殺。但現時這些所謂『反澳獨』的勢力硬要將這個偽議題搬到澳門來，顯而易見的是，『反澳獨』將來必然是一條可觀的財路……其實一句到尾︰現時在澳門誰要大力提倡『反澳獨』，誰就日後必將成為『澳獨之父』。」
專門研究澳門問題的專家、澳門科技大學教授譚志強說，選舉前多年來，從未聽過「澳獨」或「獨派分子」，文章的指控就像是「完全冤枉」，似是有人在利用親共傳媒抹黑立法會選舉中的對手。澳門大學政府與行政學系副教授余永逸擔心這樣挑起「獨派」討論，會把本身不存在的議題變成存在的議題，情況就像10年前沒有人討論港獨，但當時香港特首梁振英提出「警惕港獨」後立即變成「港獨之父」，結果港獨議題就愈來愈多人討論了。他說港澳兩地政治氣氛不同，澳門人多不認同激進路線，在澳門「反中」或「反共」並無市場。他又說：「當《環球時報》提出『澳獨』議題的時候，其實大家都知道出事了，因為這根本就不是個議題。你說它（澳獨），它倒就成議題了。」

## 評價
中國評論通訊社評價「（《新華澳報》的）評論文章水準極高，對澳門問題、兩岸關係問題，特別是台灣問題具有重要的輿論引導作用，為關心澳門社會政治、兩岸關係及台灣政情的人士提供了豐富信息和思考。」
澳門媒體《訊報》總編輯李江指林昶發文維護地產發展商、土地權貴的利益和澳門特首崔世安的管治權威，又批評林昶的論述水平低下以致誤導政府。又指澳門特區政府不少官員能力低下，喜歡聽奉承、拍馬屁的話，所以對林昶和與林昶寫作手法相似的人的「建言」和「獻策」特別欣賞，也樂於接納林昶的「謊報軍情」。他亦批評林逸在一些文章中「表現出來儼似政府發言人、特首代表、中方代表身份向公眾（讀者）喊話的態度：「令人感到奇怪的是政府以及中方至今（或從未）對永逸那種『儼似』身份作過異議或澄清。澳門真係與別不同。」

## 外部連結
- 新華澳報網站 （页面存档备份，存于）
- 新華澳報臉書 （页面存档备份，存于）